# Test di armi nucleari dell'Unione Sovietica
I test di armi nucleari dell'Unione Sovietica sono stati portati avanti tra il 1949 e il 1990 come parte della corsa agli armamenti nucleari.
Secondo i conteggi ufficiali, l'Unione Sovietica ha condotto un totale di 715 test nucleari, utilizzando un totale di 969 ordigni, inclusi 219 test atmosferici, subacquei e spaziali, e 124 test a scopo non militare. La maggior parte dei test è stata condotta nel Sito di prova Meridionale a Semipalatinsk, in Kazakistan, e nel Sito di prova Settentrionale, nella Novaja Zemlja. Altri test ebbero luogo in diversi luoghi dell'Unione Sovietica, situati anche in paesi oggi indipendenti come il Kazakistan, l'Uzbekistan, l'Ucraina e il Turkmenistan.

## Elenco
| Serie o anni | Anni di svolgimento                  | Numero di test | Ordigni utilizzati | Ordigni di potenza sconosciuta | Test nucleari non militari | Test non-PTBT | Spettro di potenza (chilotoni) | Potenza totale (chilotoni) | Note |
| ------------ | ------------------------------------ | -------------- | ------------------ | ------------------------------ | -------------------------- | ------------- | ------------------------------ | -------------------------- | --- |
| 1949-1951    | 1949-1951                            | 3              | 3                  |                                |                            | 3             | Da 22 a 42                     | 102                        | Non ci sono stati test nel 1950. |
| 1953         | 1953                                 | 5              | 5                  |                                |                            | 5             | Da 2 a 400                     | 440                        | |
| 1954         | 1954                                 | 10             | 10                 |                                |                            | 10            | Da "bassa" a 62                | 122                        | |
| 1955         | 1955                                 | 7              | 7                  |                                |                            | 7             | Da 0 a 1.600                   | 1.868                      | |
| 1956         | 1956                                 | 9              | 9                  |                                |                            | 9             | Da "bassa" a 900               | 1.976                      | |
| 1957         | 1957                                 | 16             | 16                 |                                |                            | 16            | Da "bassa" a 2.900             | 6.239                      | |
| 1958         | 1958                                 | 36             | 36                 |                                |                            | 36            | Da 0 a 2.900                   | 16.252                     | In seguito a una moratoria concordata tra Unione Sovietica e Stati Uniti d'America, a cominciare dal 31 ottobre 1958 e per tutto il corso del 1959 e del 1960, non furono effettuati esperimenti nucleari. |
| 1961         | 1961                                 | 57             | 57                 |                                |                            | 56            | Da "bassa" a 50.000            | 87.702                     | L'Unione Sovietica abrogò la moratoria il 1º settembre 1961. I test del 1961 videro il lancio della nomina più potente della storia, la Bomba Zar.                                                         |
| Progetto K   | 1961-62                              | 5              | 5                  |                                |                            | 5             | Da 1 a 300                     | 902                        | |
| 1962         | 1962                                 | 78             | 78                 |                                |                            | 77            | Da "bassa" a 24.200            | 140.662                    | Nel 1963 non fu condotto nessun test. |
| 1964         | 1964                                 | 9              | 9                  |                                | 2                          |               | Da "bassa" a 47                | 167                        | |
| 1965         | 1965                                 | 14             | 15                 |                                | 6                          | 2             | Da "bassa" a 140               | 343                        | |
| 1966         | 1966                                 | 18             | 19                 | 3                              | 9                          |               | Da 1 a 700                     | 1.954                      | |
| 1967         | 1967                                 | 17             | 23                 | 6                              | 5                          |               | Da "bassa" a 260               | 657                        | |
| 1968         | 1968                                 | 17             | 23                 | 2                              | 7                          | 2             | Da "bassa" a 165               | 585                        | |
| 1969         | 1969                                 | 19             | 24                 | 9                              | 9                          |               | Da 6 a 540                     | 906                        | |
| 1970         | 1970                                 | 16             | 21                 | 7                              | 7                          |               | Da "bassa" a 2.200             | 2.625                      | |
| 1971         | 1971                                 | 23             | 29                 | 6                              | 8                          | 1             | Da "bassa" a 2.450             | 2.926                      | |
| 1972         | 1972                                 | 24             | 31                 | 8                              | 9                          |               | Da "bassa" a 1.120             | 1.646                      | |
| 1973         | 1973                                 | 17             | 22                 | 5                              | 6                          |               | Da "bassa" a 4.000             | 8.409                      | |
| 1974         | 1974                                 | 21             | 27                 | 6                              | 7                          |               | Da "bassa" a 2.300             | 3.750                      | |
| 1975         | 1975                                 | 19             | 35                 | 17                             | 4                          |               | Da "bassa" a 1.300             | 4.481                      | |
| 1976         | 1976                                 | 21             | 27                 | 6                              | 3                          |               | Da "bassa" a 130               | 629                        | |
| 1977         | 1977                                 | 24             | 36                 | 13                             | 7                          |               | Da "bassa" a 120               | 552                        | |
| 1978         | 1978                                 | 31             | 55                 | 21                             | 9                          |               | Da "bassa" a 180               | 1.290                      | |
| 1979         | 1979                                 | 31             | 52                 | 17                             | 9                          |               | Da "bassa" a 150               | 1.474                      | |
| 1980         | 1980                                 | 24             | 43                 | 21                             | 5                          |               | Da "bassa" a 200               | 847                        | |
| 1981         | 1981                                 | 21             | 37                 | 16                             | 5                          |               | Da "bassa" a 150               | 828                        | |
| 1982         | 1982                                 | 20             | 35                 | 13                             | 8                          |               | Da 2 a 880                     | 1.539                      | |
| 1983         | 1983                                 | 27             | 39                 | 14                             | 10                         |               | Da 0 a 150                     | 778                        | |
| 1984         | 1984                                 | 29             | 45                 | 15                             | 11                         |               | Da 1 a 150                     | 1.330                      | |
| 1985         | 1985                                 | 10             | 19                 | 10                             | 2                          |               | Da 1 a 114                     | 426                        | Nel 1986 non fu condotto nessun test. |
| 1987         | 1987                                 | 24             | 40                 | 16                             | 6                          |               | Da 0 a 150                     | 1.145                      | |
| 1988         | 1988                                 | 16             | 29                 | 9                              | 2                          |               | Da "bassa" a 150               | 905                        | |
| 1989         | 1989                                 | 7              | 11                 | 4                              |                            |               | Da 4 to 118                    | 308                        | |
| 1990         | 1990                                 | 2              | 9                  | 4                              |                            |               | Da 0 a 70                      | 70                         | L'Unione Sovietica annunciò la ratifica del Trattato sulla messa al bando totale degli esperimenti nucleari e terminò gli esperimenti il 24 ottobre 1990.                                                  |
| Totale       | Dal 29 agosto 1949 al 1º maggio 1990 | 727            | 981                | 248                            | 156                        | 229           | 0 a 50.000                     | 296.837                    | La potenza totale è pari al 54,9% della potenza totale di tutti i test nucleari condotti nel mondo. |

1. ↑  Sono inclusi tutti i test aventi il potenziale per generare un'esplosione da fissione o fusione nucleare, inclusi i test a salve, i test falliti e le bombe disarmate incidentalmente ma che erano programmate per essere utilizzate. Non sono invece inclusi i test idronucleari e quelli subcritici e i mancati scoppi di ordigni che sono poi stati successivamente fatti esplodere con successo.
2. ↑   Numero di test che sarebbero stati condotti in violazione del Trattato sulla messa al bando parziale degli esperimenti nucleari del 1963, vale a dire gli atmosferici, gli spaziali e i subacquei. Alcuni test non militari o "a uso pacifico" sulla terraferma che sarebbero stati condotti in violazione del suddetto trattato furono contestati e infine cancellati.
3. ↑  Il termine bassa "bassa" indica valori maggiori di 0 ma inferiori a 0,5 kt.
4. ↑  Alcune potenze sono descritte come "< 20 kt"; si considera quindi nel calcolare totale la metà del valore numerico, nell'esempio sopraccitato si aggiungerebbe quindi al totale un valore di 10 kt. Il valore "potenza sconosciuta" non aggiunge nulla al totale della potenza.